# Armée de l'air turque

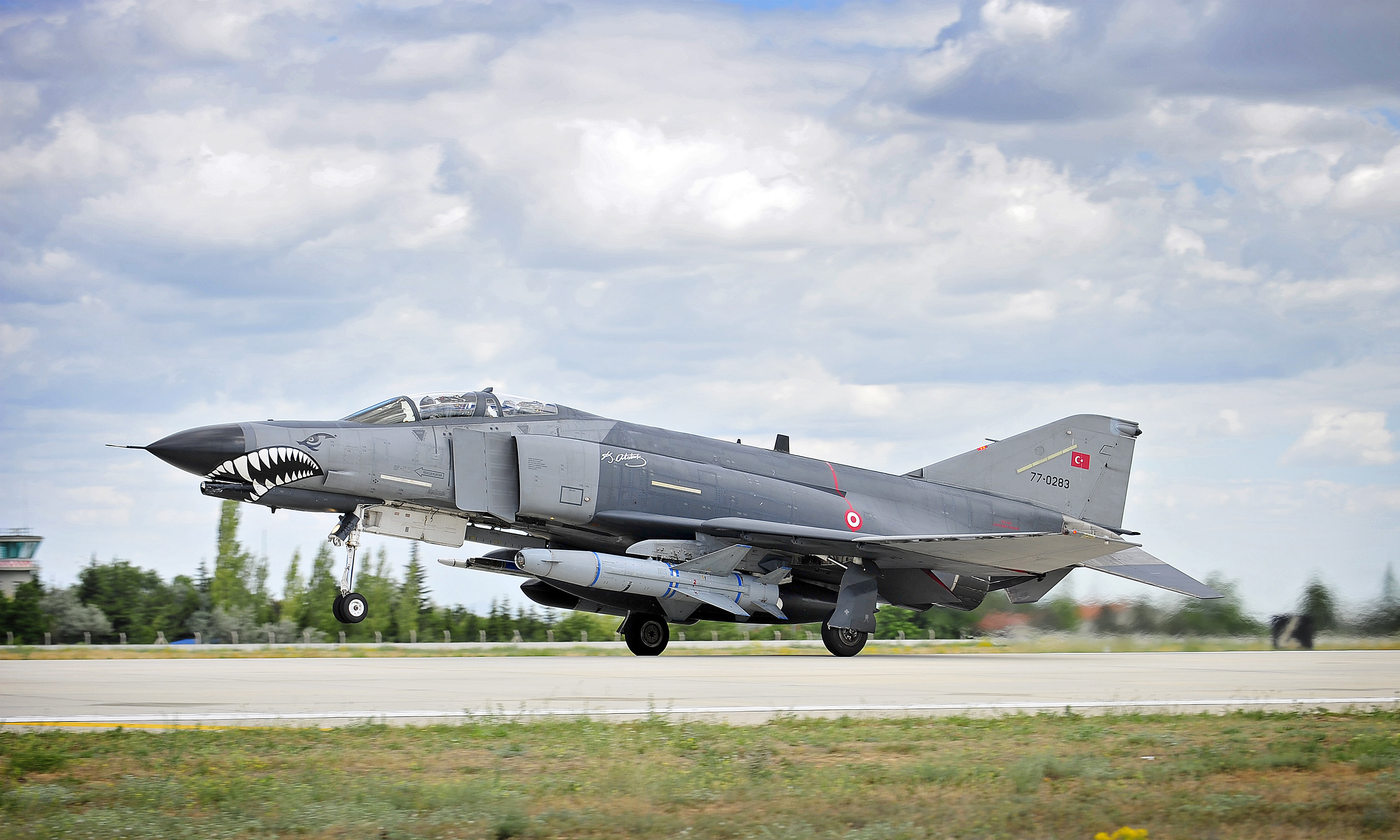
F-4E obsolète qui aurait dû être remplacé par le F-35A.

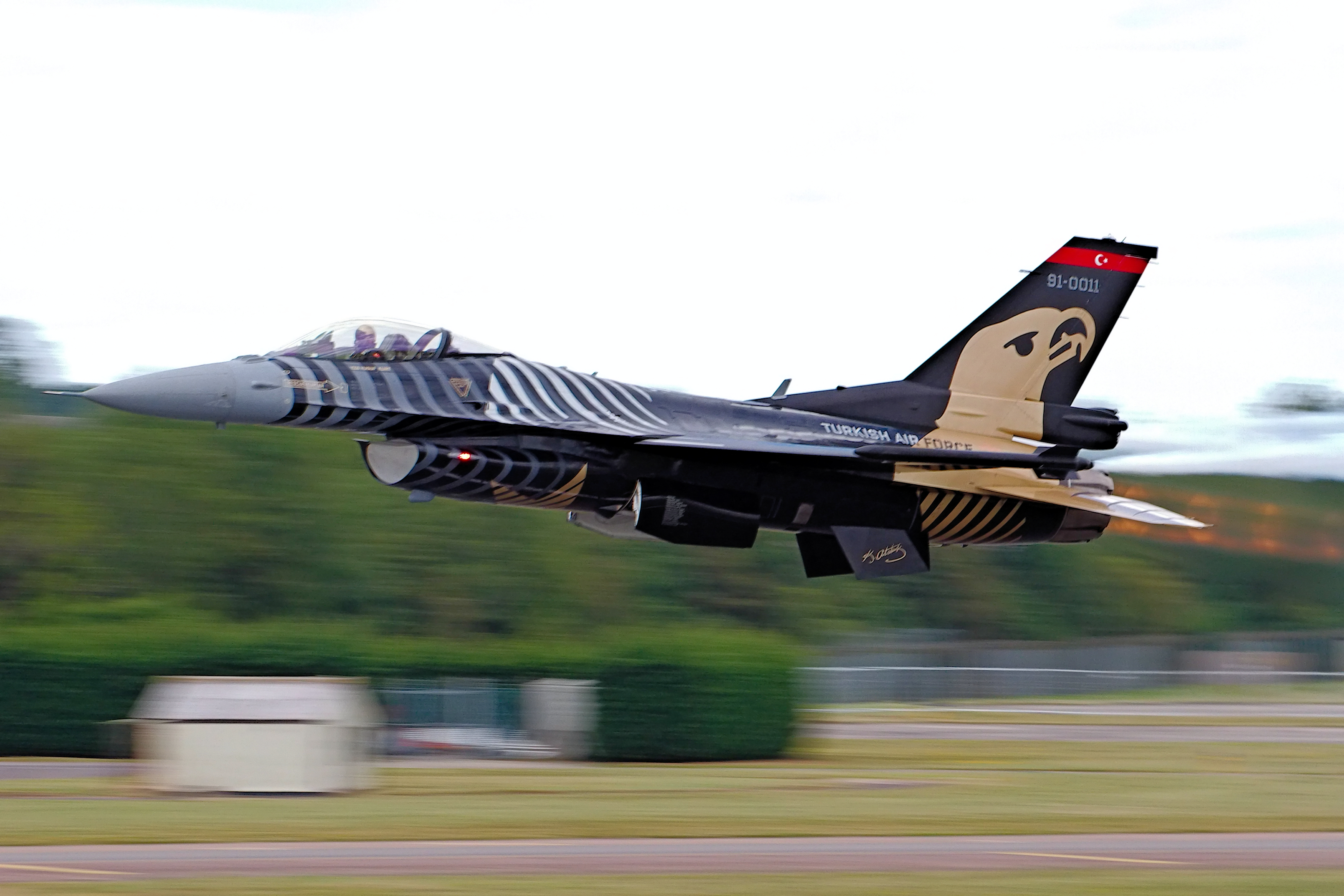
F-16C de SoloTürk.

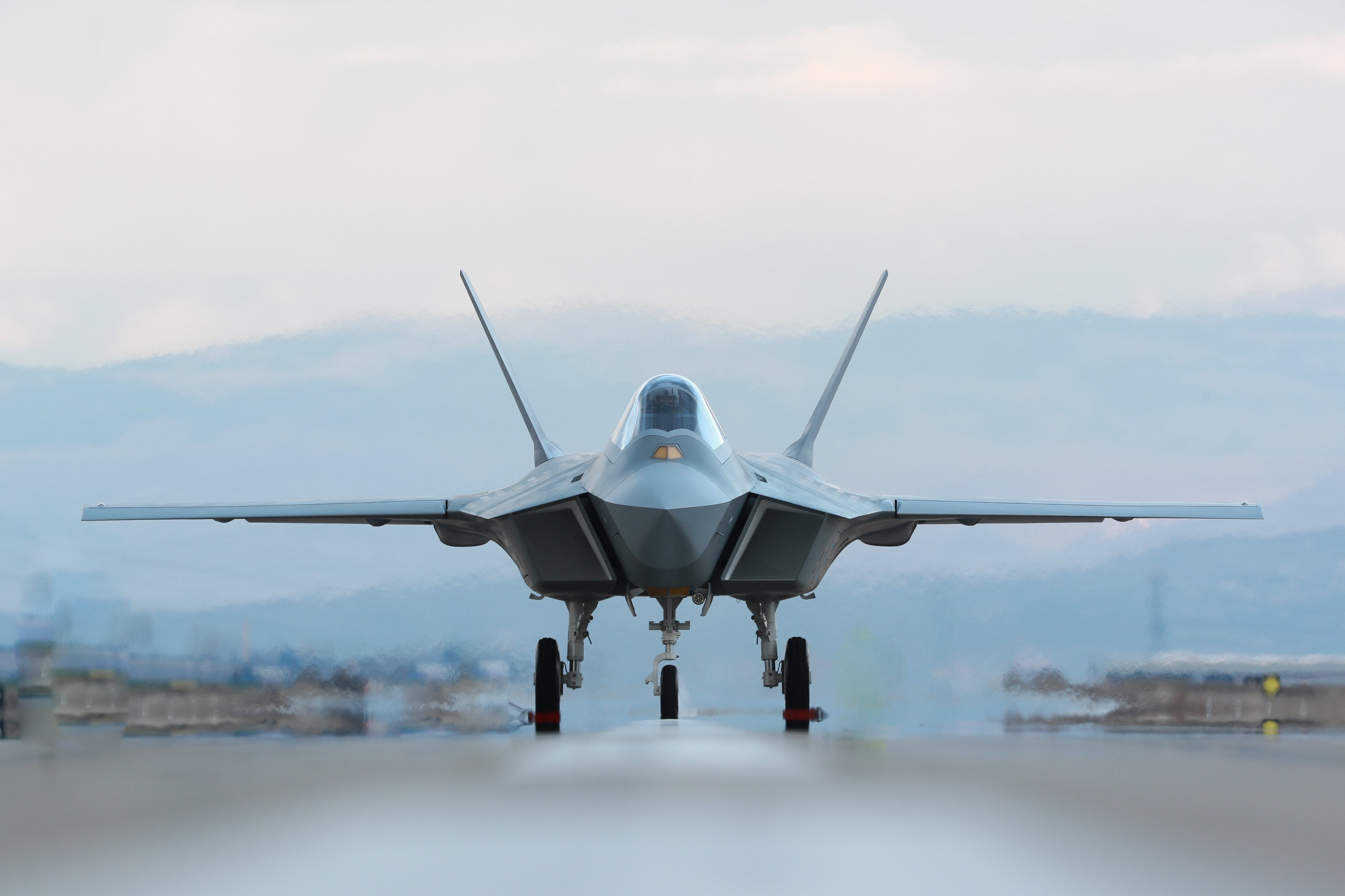
Le TF-X Kaan en cours de développement.

Force aérienne turque (en turc : Türk Hava Kuvvetleri) est la force aérienne et spatiale de la Turquie. Elle fait partie des forces armées turques. Elle dispose d'un nombre significatif d'appareils relativement âgés et moderne.

Elle aligne environ 243 avions de chasse ainsi que des drones, des satellites, des radars et des missiles balistiques. 

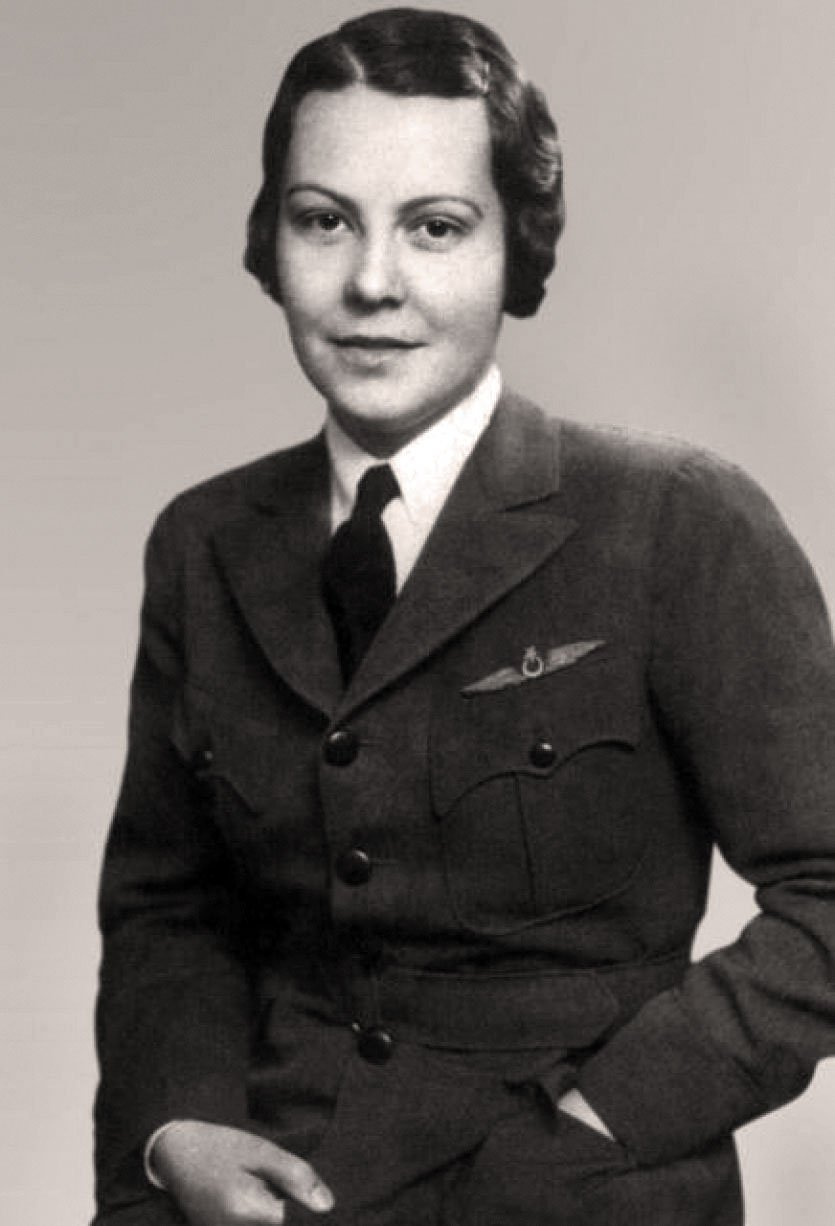
Sabiha Gökçen, l'une des premières femmes à piloter des avions de combat.

## Histoire
La force aérienne turque sous l'appellation « Force aérienne ottomane » est fondée en juin 1909 par Mahmoud Chevket Pacha, ministre de la Guerre, ce qui en fait l'une des plus anciennes structures de combat aérien au monde. En 1911, pour la première fois dans l’histoire, les troupes ottomanes abattent un avion militaire pendant la guerre de Libye mené contre le royaume d’Italie.
La force aérienne turque et la marine turque ont incorporé Ahmet Ali Çelikten, un des deux premiers pilotes de chasse noirs de l'histoire (l'autre étant Eugene Jacques Bullard) ayant combattu durant la Première Guerre mondiale.
Avec des moyens réduits, la force aérienne participe activement aux guerres balkaniques et à la Première Guerre mondiale en Orient.
Plus tard, elle sera utilisée massivement pendant l'opération Attila en 1974 à Chypre, notamment en bombardant massivement les positions militaires grecques sur l'île, les infrastructures et les points stratégiques, ce qui permet une opération aéroportée sur la région de Nicosie afin de prendre en tenaille les forces grecques.
Dans le cadre de l’OTAN et ainsi pour protéger le territoire turc en cas d’agression extérieure d’un État doté d’ogive nucléaires, 50 missiles nucléaires de type B-61 sont stockés dans l’Incirlik Air Base,. Cette base est également utilisée par l’US Air Force pour frapper les positions de Daesh en Syrie et en Irak.
Toutefois, le retard technologique de la Turquie et la robustesse industrielle exigée par l’aéronautique la contraignent à des achats directs auprès de ses partenaires étrangers. En 2014, elle a commandé une dizaine d’A400M à Airbus. Sa participation au projet F-35, dont elle acquerra une centaine d’exemplaires, témoigne de sa large dépendance des États-Unis et d’une conscience de son retard.
La Turquie a attribué à Israel Military Industries (IMI) un contrat de 57 millions de dollars pour équiper ses hélicoptères militaires de lance-étincelles. IMI sera sous-traitant de la société turque Aselsan, qui intégrera les lance-étincelles sur les hélicoptères.
En 2017, l’ampleur des purges menées par Recep Tayyip Erdoğan contre les membres supposés ou avérés de la secte güleniste présents dans les forces armées turques conduit à une pénurie de pilotes de chasse, avec un ratio atteignant à peine un pilote disponible pour un aéronef.
La Turquie avait commandé une centaine d’F-35A, et devait en recevoir une vingtaine, mais les chasseurs en question sont restés aux États-Unis après l’achat de systèmes S-400 Triumph russes par Ankara en 2019. Le gouvernement dirigé par Donald Trump annule la commande de plusieurs avions F-35A qui était destiné à l’armée de l’air turque. Malgré les demandes répétées d’Ankara pour recevoir de la part des États-Unis des systèmes MIM-104 Patriot, le gouvernement d’Obama refusent et le gouvernement turc achète finalement les deux systèmes russes durant le mandat de Trump. Après l’exclusion de la Turquie du programme F-35, les ingénieurs turcs ambitionnent de développer leur propre avion de chasse (TF-X) d’ici 2030.
Dans le conflit syrien, les F-16 turcs et les drones Bayraktar TB2 ont soutenu les opérations terrestres contre les forces kurdes et l’État islamique, mais ils ne disposent pas de la furtivité et de la précision du F-35. L’utilisation par Israël de F-35 en Syrie, qui ont mené des frappes contre des cibles iraniennes en toute impunité, illustre le potentiel de cet avion pour la Turquie dans des environnements contestés.
Confrontée au vieillissement de sa flotte de combat, notamment les F-4 Phantom obsolètes, la Turquie est entrée dans le vif des discussions avec des États européens pour l’achat de quarante Eurofighter Typhoon,, au moment où les États-Unis semblent peu pressés de lui vendre les quarante F-16V et les kits de réparation qu’elle réclame depuis deux ans. Les négociations concernant les F-16 interviennent à un moment de tension dans la relation américano-turque, Washington ayant conditionné la fourniture des avions à la ratification de l’adhésion de la Suède à l’Alliance atlantique, laquelle n’a toujours pas été approuvée par le Parlement turc. Cependant, le 23 janvier 2023 la Grande Assemblée nationale de Turquie approuve finalement l’adhésion de la Suède dans l’Alliance atlantique.
En juillet 2025, le gouvernement allemand a approuvé la livraison de 40 Eurofighter Typhoon à la Turquie. Selon l'hebdomadaire allemand « Der Spiegel », le Conseil fédéral de sécurité a approuvé une demande préliminaire. La Turquie a assuré qu'elle utiliserait les Eurofighter uniquement dans le cadre des activités de l'OTAN et non contre un autre membre de l'Alliance.

## Organisation
- 19 escadrons de combat
- 2 escadrons de reconnaissance
- 5 escadrons d'entraînement
- 6 escadrons de transport
- 1 escadron de ravitaillement en vol
- 8 escadrons de missiles sol-air

## Structure
- Commandement de la force aérienne turque : Ankara

Chef d'état-major : général Necdet Özel
Chef de a force aérienne : général Mehmet Erten (en)
- Premier commandement tactique aérien, Eskişehir
  - Premier commandement de combat aérien, Eskişehir
    - F-4E/2020 Terminator
    - F-4E/TM Phantom II
    - RF-4E/TM Phantom II
    - CN-235M-100 & AS-532 Cougar Mk.1

  - Troisième commandement de combat aérien, Konya
    - F-16C/D Fighting Falcon
    - F-4E 2020 Terminator
    - F-5 Freedom Fighter A/B 2000
    - B-737-700 AEW&C MESA
    - AS-532 Cougar Mk.1

  - Quatrième commandement de combat aérien, Akıncı, Ankara
    - F-16C/D Fighting Falcon

  - Sixième commandement de combat aérien, Bandırma
    - F-16C/D Fighting Falcon
    - AS-532 Cougar Mk.1

  - Neuvième commandement de combat aérien, Balıkesir
    - F-16C/D Fighting Falcon
    - AS-532 Cougar Mk.1

  - Quinzième commandement de système de missile aérien, İstanbul
    - Commandement de la Base de Missiles, Alemdağ, İstanbul
      - S-400 Commandement de Groupe

    - Base aérienne Mürted (Ankara) 
      - 1re Escadre (Zafer) - S-400

  - Autres bases aériennes, Akhisar, Dalaman, Afyon, Çorlu
- Deuxième commandement tactique aérien, Diyarbakır
  - Cinquième commandement de combat aérien, Merzifon, Amasya
    - F-16C/D Fighting Falcon
    - AS-532 Cougar Mk.1

  - Septième commandement de combat aérien, Erhaç (en), Malatya
    - F-4E 2020 Terminator
    - F-4E Phantom II
    - AS-532 Cougar Mk.1

  - Huitième commandement de combat aérien, Diyarbakır
    - F-16C/D Fighting Falcon
    - CN-235M-100 & AS-532 Cougar Mk.1

  - Commandement central de drone aérien, Batman
    - Anka
    - Harpy
    - I-GNAT ER

  - Dixième commandement de ravitaillement aérien, Adana
    - KC-135R Stratotanker

  - Autre bases aériens, Batman, Muş, Ağrı, Sivas, Erzurum
- Commandements rattachés directement au commandement central de la force aérienne
  - Onzième commandement de transport aérien, Etimesgut, Ankara
    - CASA CN-235
    - Cessna Citation|Cessna Citation VII
    - Cessna Citation|Cessna Citation II (CE-550),
    - Gulfstream IV-SP
    - 3 CASA CN-235 (T) Avion-ambulance

  - Douzième commandement de transport aérien, Erkilet, Kayseri
    - C-130 Hercules
    - C-160 Transall
    - CASA CN-235 (T)
- Commandement d'entrainement aérien, Gaziemir, İzmir
  - Deuxième commandement de combat aérien, Çiğli, İzmir
    - T-38A Talon (Tekamül Eğitim Filosu)
    - KT-1, T-37B/C Tweet (Temel Eğitim Filosu-T-37B/C)
    - SF-260D (Başlangıç Eğitim Filosu)
    - CN-235M-100 & UH-1H Iroquois

## Futur
L'armée spatiale turque  (TUA) serait en cours de projet, ce nouveau commandement gérera le programme spatial turc pour le compte de la force aérienne turque dans un premier temps, puis sera indépendante ou sera intégrée à la force aérienne turque, pour former la Force aérienne et spatiale turque après 2020,,,.
La construction d'un complexe de lancement spatial est en projet.
La Turquie utilise des lanceurs étrangers pour mettre ses satellites en orbite.

## Principaux matériels en service en 2025

### Satellite
Rassemble les satellites militaires et civils de l'opérateur Türksat.
| Nom                   | Type                                    | Quantité | Origine               | Notes |
| --------------------- | --------------------------------------- | -------- | --------------------- | --- |
| Göktürk-3 (en)        | Observation Reconnaissance Surveillance | 1        | Turquie               | En projet, 1 satellite d'observation militaire de radar à synthèse d'ouverture, qui devrait être lancé en 2025. |
| Türksat-6A            | Communication                           | 1        | Turquie               | 1 Satellite de communication géostationnaire civil et militaire. Lancé le 8 juillet 2024,                       |
| IMECE (en)            | Observation Reconnaissance Surveillance | 1        | Turquie               | Satellite d'observation militaire lancé en avril 2023.                                                          |
| Türksat-5A (Peykom-1) | Communication                           | 1        | Turquie               | 1 Satellite de communication géostationnaire civil et militaire, lancé le 7 janvier 2021,.                      |
| Göktürk-1 (en)        | Observation Reconnaissance Surveillance | 1        | Turquie Italie France | Satellite d'observation militaire lancé le 5 décembre 2016.                                                     |
| Göktürk-2 (en)        | Observation Reconnaissance Surveillance | 1        | Turquie               | Satellite d'observation militaire lancé en 2012,.                                                               |

### Drone
| Nom           | Photo | Type                     | Quantité | Origine | Notes                                                                |
| ------------- | ----- | ------------------------ | -------- | ------- | -------------------------------------------------------------------- |
| Bayraktar TB2 |       | Drone tactique de combat | +300     | Turquie | En service depuis le 29 avril 2014.                                  |
| Anka-S        |       | Drone MALE               | 36       | Turquie | Dont plusieurs versions Anka-A/B/C. En service depuis juin 2012.     |
| Akıncı        |       | Drone d'attaque HALE     | 20       | Turquie | Le 29 août 2021, le drone entre dans l'inventaire de l'armée turque. |
| Aksungur      |       | Drone MALE               | 5        | Turquie | En service depuis 2020.                                              |

### Avion de combat
| Nom                  | Photo | Type                                        | Quantité      | Origine           | Notes                                                                   |
| -------------------- | ----- | ------------------------------------------- | ------------- | ----------------- | ----------------------------------------------------------------------- |
| F-16C/D              |       | Avion multi-rôle                            | 243           | États-Unis        | Block 30/40/50/50+                                                      |
| F-4E 2020 Terminator |       | Avion multi-rôle                            | 30            | États-Unis Israël | Modernisé par IAI.                                                      |
| TF-X Kaan            |       | Chasseur furtif multi-rôle de 5e génération | 1 (prototype) | Turquie           | Avion de chasse de 5e génération construit par la Turquie (Prévu 2030). |

### Avion d'entraînement
| Nom                   | Photo | Type                              | Quantité | Origine                   | Notes                                                                                     |
| --------------------- | ----- | --------------------------------- | -------- | ------------------------- | ----------------------------------------------------------------------------------------- |
| KAI KT-1 Woongbi      |       | Entraînement de base              | 40       | Corée du Sud Turquie      | Fabriqué sous licence par TAI en Turquie.                                                 |
| SIAI Marchetti SF.260 |       | Entraînement de base              | 38       | Italie Turquie            | Fabriqué sous licence par Turkish Aerospace Industries.                                   |
| Northrop T-38 Talon   |       | Entraînement avancé               | 33       | États-Unis Turquie        | Modernisé par TAI. Seront remplacés par le Hürjet-B.                                      |
| Cessna T-41 Mescalero |       | Entraînement de base              | 28       | États-Unis                | Version T-41D                                                                             |
| Canadair NF-5         |       | Entraînement avancé               | 24       | États-Unis Canada Turquie | Modernisé par TAI.                                                                        |
| PAC MFI-17 Mushshak   |       | Entraînement de base              | 3        | Pakistan                  | 52 commandés                                                                              |
| Hürkuş-B              |       | Entraînement de base              | -        | Turquie                   | En service. (54 Hürkus-B commandés)                                                       |
| Hürjet-B              |       | Avion d'attaque et d'entrainement | -        | Turquie                   | Avion de combat léger (LCA) et d'entraînement militaire avancé (Prévu 2026). 16 commandés |

### Mission spéciale
| Nom              | Photo | Type                         | Quantité | Origine            | Notes                                                     |
| ---------------- | ----- | ---------------------------- | -------- | ------------------ | --------------------------------------------------------- |
| Boeing 737 AEW&C |       | Détection MESA/Awacs         | 4        | États-Unis Turquie | 4+2 commandés.                                            |
| Global 6000s SOJ |       | Avion de guerre électronique | 2´       | Canada Turquie     | Avion de guerre électronique, en projet, livraison 2023,. |

### Avion de transport militaire
| Nom                   | Photo | Type                              | Quantité | Origine                   | Notes                                                      |
| --------------------- | ----- | --------------------------------- | -------- | ------------------------- | ---------------------------------------------------------- |
| Casa CN-235           |       | Transport tactique                | 38       | Espagne Indonésie Turquie | Fabriqué par TAI, (3VIP/16EW)                              |
| C-130E Hercules       |       | Transport stratégique             | 13       | États-Unis Turquie        | Modernisé par TAI + 6 acquis auprès de l'Arabie saoudite.  |
| Airbus A400M          |       | Transport stratégique             | 10       | Union européenne Turquie  | +6 autres commandés auprès de l’Armée de l’air espagnol.   |
| C-130B Hercules       |       | Transport stratégique             | 6        | États-Unis                |                                                            |
| C-130J Super Hercules |       | Transport stratégique et tactique | 0        | États-Unis                | 12 commandés auprès de la RAF, livraison prévu début 2026. |

### Ravitaillement en vol
| Nom                        | Photo | Type                  | Quantité | Origine    | Notes                                              |
| -------------------------- | ----- | --------------------- | -------- | ---------- | -------------------------------------------------- |
| Boeing KC-135 Stratotanker |       | Ravitaillement Nozzle | 7        | États-Unis | ex-USAF reçus entre décembre 1997 et juillet 1998. |

### Défense aérienne
| Nom               | Photo | Type                                              | Quantité   | Origine | Notes |
| ----------------- | ----- | ------------------------------------------------- | ---------- | ------- | --- |
| S-400 Triumph     |       | Défense aérienne longue-portée                    | 2 Batterie | Russie  | Commande en 2017 de 2 systèmes pour 2,5 milliards $ et intégration système turc Livraison en juillet 2019. |
| SIPER (en)        |       | Défense aérienne longue-portée et anti-balistique | 1          | Turquie | SIPER Block I: 100 km de portée. SIPER Block II: 150 km de portée,.                                        |
| HISAR O+          |       | Défense aérienne moyenne-portée                   | 1,         | Turquie | En service, commande de +10 batteries. 25 km de portée, 15 km d'altitude,. Monté sur Mercedes-Benz Zetros. |
| HISAR A+          |       | Défense aérienne courte-portée                    | 1          | Turquie | En service. 15 km de portée 8 km d'altitude.                                                               |
| ALP 300-G (en)    |       | Radar longue-portée                               | 1          | Turquie | la Turquie recevra plus de 30 radars ALP-300G.                                                             |
| ALP 100-G (en)    |       | Radar courte-portée                               | 1          | Turquie | Le processus de développement du radar basse altitude ALP-100G est terminé.                                |
| HISAR RF          |       | Défense aérienne longue-portée                    | 0          | Turquie | En projet. Tête chercheuse à radiofréquence d'une portée de +35 km.                                        |
| Aselsan EIRS (en) |       | Radar longue-portée                               | [ 58 ]     | Turquie | Les livraisons auront lieu entre 2026 et 2027.                                                             |

### Missile air-air
| Nom                        | Type                                    | Quantité | Origine    | Notes                         |
| -------------------------- | --------------------------------------- | -------- | ---------- | ----------------------------- |
| AIM-9P3 Sidewinder         | Missile air-air courte portée           | 750      | États-Unis |                               |
| AIM-9L/I Sidewinder        | Missile air-air courte portée           | 640      | États-Unis |                               |
| AIM-9M Sidewinder          | Missile air-air courte portée           | 500      | États-Unis |                               |
| AIM-7E Sparrow             | Missile air-air moyenne portée          | 367      | États-Unis |                               |
| AIM-9X Sidewinder          | Missile air-air courte et moyene portée | 352      | États-Unis |                               |
| AIM-120A/B AMRAAM          | Missile air-air longue portée           | 314      | États-Unis | 176 AIM-120A + 138 AIM-120B.  |
| AIM-9S Sidewinder          | Missile air-air courte portée           | 310      | États-Unis |                               |
| AIM-9B Sidewinder          | Missile air-air courte portée           | 290      | États-Unis |                               |
| AIM-120 AMRAAM C7          | Missile air-air longue portée           | 252      | États-Unis |                               |
| AIM-9X block II Sidewinder | Missile air-air courte portée           | 117      | États-Unis |                               |
| Merlin (en)                | Missile air-air courte portée           | -        | Turquie    | En service depuis 2024.       |
| Peregrine (en)             | Missile air-air moyenne portée          | -        | Turquie    | En service depuis 2024.       |
| Gökhan (en)                | Missile air-air longue portée           |          | Turquie    | En développement depuis 2021. |

### Missile air-sol
| Nom                        | Type                           | Quantité | Origine    | Notes                                                           |
| -------------------------- | ------------------------------ | -------- | ---------- | --------------------------------------------------------------- |
| GBU 10/12 Paveway I-II     | Bombe air-sol                  | 1200     | États-Unis |                                                                 |
| JDAM                       | Bombe guidée air-sol           | 800      | États-Unis | GBU-31 & GBU-38                                                 |
| AGM-65A/B Maverick         | Missile air-sol anti-char      | 550      | États-Unis |                                                                 |
| BLU 107 Durandal           | Bombe air-sol                  | 523      | France     |                                                                 |
| SOM                        | Missile air-sol de croisière   | 400      | Turquie    | Missile de croisière d'un rayon de 280 km produit par Roketsan. |
| CBU 105 Sensor Fuzed Bomb  | Bombe air-sol                  | 300      | États-Unis |                                                                 |
| AGM-65G1 Maverick IIR      | Missile air-sol anti-char      | 270      | États-Unis |                                                                 |
| GBU 8/B HOBOS (en)         | Bombe air-sol                  | 200      | États-Unis |                                                                 |
| AGM-88B HARM               | Missile air-sol antiradar      | 107      | États-Unis |                                                                 |
| AGM-142 Popeye I           | Missile air-sol longue portée  | 99       | Israël     |                                                                 |
| AN/AVQ 23 Pave Spike       | Pod de désignation laser       | 70       | États-Unis |                                                                 |
| AGM-84K SLAM-ER            | Missile air-sol anti-navire    | 50       | États-Unis |                                                                 |
| AGM-154A-1 JSOW Block-II   | Missile air-sol de croisière   | 50       | États-Unis |                                                                 |
| AGM-154C JSOW-C / Broach   | Missile air-sol de croisière   | 50       | États-Unis |                                                                 |
| AN/AAQ 14 LANTIRN          | Pod de désignation laser/cible | 40       | États-Unis |                                                                 |
| AN/AAQ 13 LANTIRN          | Pod de désignation laser/cible | 30       | États-Unis |                                                                 |
| SNİPER                     | Pod de désignation laser/cible | 30       | États-Unis |                                                                 |
| MAM (Smart Micro Munition) | Bombe guidée air-sol           | -        | Turquie    |                                                                 |
| UMTAS (en)                 | Missile guidé antichar air-sol | -        | Turquie    |                                                                 |